# K-1 PREMIUM 2007 Dynamite!!
K-1 PREMIUM 2007 Dynamite!!（ケイワン プレミアム にせんなな ダイナマイト）は、日本の格闘技イベント「K-1 PREMIUM Dynamite!!」の大会の一つ。2007年12月31日、大阪府大阪市の京セラドーム大阪で開催。
パチンコ器械メーカーのFieldsが冠スポンサーとなり、TBSが第58回NHK紅白歌合戦の裏番組として系列28社で中継放送した。
同日に開催された総合格闘技イベント「やれんのか! 大晦日! 2007」でDynamite!!協力試合として行われたエメリヤーエンコ・ヒョードル vs. チェ・ホンマン、三崎和雄 vs. 秋山成勲の2試合がテレビ放送された。京セラドーム大阪では、閉会式後にパブリックビューイングという形で「やれんのか!」第4試合からメインイベントまでの5試合の模様が生中継された。

## 視聴率に関して
視聴率は第1部が11.1%、第2部が14.7%、第3部が11.1%（関東地区）と3部は前年より上がったが、それ以外は前年より下回った。前年度の大会での不祥事（秋山成勲#身体へのオイル（ワセリン）の塗布の項目を参照）の煽りから、協賛社も日本グッドイヤーとEDWINの2社のみでセールス自体も不調だったとも言われる（また12月30日 - 1月3日の通常番組からの振替もロッテとDHCの2社に留まり、ほかの筆頭スポンサーにプロアクティブ・ソリューションなどがついていた）。
- 関西地区のMBSでの平均視聴率は13.4%であった（前年は17.1%）。

## 試合結果
オープニングファイト K-1甲子園 U-18日本一決定トーナメント リザーブファイト 60kg契約 3分3R
○  村越凌 vs.  藤本新 ×
1R 2:00 KO（左膝蹴り）
※村越がリザーブ権を獲得
オープニングファイト K-1ルール 3分3R
○  立川隆史 vs.  井上由久 ×
1R 1:43 KO（3ノックダウン：右ローキック）
第1試合 K-1甲子園 U-18日本一決定トーナメント 1回戦 60kg契約 3分3R
○  HIROYA vs.  才賀紀左衛門 ×
3R終了 判定3-0（30-27、30-27、30-29）
※HIROYAが決勝進出
第2試合 K-1甲子園 U-18日本一決定トーナメント 1回戦 60kg契約 3分3R
○  雄大 vs.  久保賢司 ×
3R終了 判定3-0（30-27、30-28、30-29）
※雄大が決勝進出
第3試合 HERO'Sルール 70kg契約 5分3R
○  ヨアキム・ハンセン vs.  宮田和幸 ×
2R 1:33 チョークスリーパー
第4試合 HERO'Sルール 85kg契約 1R10分、2R5分
○  メルヴィン・マヌーフ vs.  西島洋介 ×
1R 1:49 KO（マウントパンチ）
第5試合 HERO'Sルール 5分3R
○  ズール vs.  ミノワマン ×
3R 2:13 TKO（タオル投入：パウンド）
第6試合 HERO'Sルール 5分3R
○  田村潔司 vs.  所英男 ×
3R 3:08 ストレートアームバー
第7試合 K-1甲子園 U-18日本一決定トーナメント 決勝 60kg契約 3分3R
○  雄大 vs.  HIROYA ×
延長R終了 判定2-1（10-9、9-10、10-9）
※雄大がトーナメント優勝
第8試合 K-1ルール 3分3R
○  武蔵 vs.  ベルナール・アッカ ×
3R 1:26 KO（左フック）
第9試合 K-1ルール 3分3R
○  ニコラス・ペタス vs.  キム・ヨンヒョン ×
2R 0:41 TKO（タオル投入：スタンドパンチ連打）
第10試合 K-1ルール 70kg契約 3分3R
○  魔裟斗 vs.  チェ・ヨンス ×
3R 0:51 TKO（タオル投入：ローキック連打）
第11試合 HERO'Sルール 5分3R
○  ボブ・サップ vs.  ボビー・オロゴン ×
1R 4:10 KO（マウントパンチ）
第12試合 HERO'Sルール 61.5kg契約 5分3R
○  山本"KID"徳郁 vs.  ハニ・ヤヒーラ ×
2R 3:11 KO（左フック）
※ヤヒーラが契約体重を1.5kgオーバーしたためイエローカード提示、KIDがサッカーボールキックの反則により減点1。
第13試合 HERO'Sルール 85kg契約 1R10分・2R5分
○  桜庭和志 vs.  船木誠勝 ×
1R 6:25 チキンウィングアームロック